# Bitunicostilbe clavata
Bitunicostilbe clavata är en svampart som först beskrevs av Ellis & G. Martin, och fick sitt nu gällande namn av M. Morelet 1971. Bitunicostilbe clavata ingår i släktet Bitunicostilbe, divisionen sporsäcksvampar och riket svampar.   Inga underarter finns listade i Catalogue of Life.